# حصار (قطعه موسیقی)
حصار یک قطعه موسیقی اثر حسین علیزاده است که در سال ۱۳۵۶ پخش شده‌است. این قطعه در روی الف آلبوم چاووش ۳ از گروه شیدا، به عنوان آهنگ شماره دو قرار دارد. همچنین این قطعه در نسخه‌ای از آلبوم نی نوا که در سال ۱۳۷۱ توسط ماهور پخش شد نیز در سمت دوم نوار به همراه «سواران دشت امید» و «نوروز» قرار گرفته‌است.
واژه «حصار» که برای عنوان قطعه در نظر گرفته شده یکی از گوشه‌های دستگاه چهارگاه موسیقی ایرانی است، هرچند از منظر سیاسی هم می‌توان به آن نگاه کرد، چون که علیزاده این آهنگ را برای همسرش که در آن زمان به خاطر فعالیت‌های سیاسی در زندان بود ساخت و به زندانی‌های سیاسی شاه در ۱۳۵۶ هدیه کرد و بنا بر گفته خودش در ساخت این قطعه از خاطره‌های دوران کودکی خود از آیین‌های مذهبی همچون مراسم زنجیرزنی روز عاشورا الهام می‌گیرد. این قطعه در سال ۱۳۵۶ در پادگان فرح‌آباد و زمانی که علیزاده سرباز بوده ساخته شده و به گفته خودش نت به نت این قطعات و حتی نحوه نگارش آن را به یاد دارد.

## ساختار
این قطعهٔ ۲۰دقیقه‌ای در دو بخش ساخته شده که بخش نخست آن فضایی حماسی دارد و ریتم کار تند و رزمی است و سازهایی چون تار و ضرب زورخانه که در نسخهٔ ضبط شده اصلی بهمن رجبی نواختن آن را بر عهده دارد، نقش اصلی را در این بخش دارند. بخش دوم قطعه دارای ریتمی سنگین و اندوهناک است که برگرفته از ریتم‌های مذهبی مانند تعزیه و نوحه‌خوانی است و در این بخش بیژن کامکار قطعه‌ای با ضرب‌آهنگ آهسته را در گوشهٔ حصار از دستگاه چهارگاه روی شعر ه. الف. سایه می‌خواند.
قطعه «حصار» شنونده را ناظر بر ورود و خروج دسته‌های سینه زنی و زنجیر زنی قرار می‌دهد و علیزاده در این باره می‌گوید «این دسته‌ها در انبوهی از گرد و خاک و غبار محو می‌شوند و من برای این قطعه پایانی خاص ننوشته‌ام، بلکه پایان‌بندی این قطعه به گونه‌ای است که نشان دهنده همین محو شدگی دسته هاست که گویی ناظر این مراسم صدای سنج و ضرب زورخانه را همراه با دورشدن این دسته‌ها می‌شنود تا زمانی که محو و درغبار گم شوند.»
به بنا بر گفته مجید درخشانی که در این آهنگ نواختن سنج را نیز بر عهده دارد، قطعه «حصار» به همراه قطعه «سواران دشت امید» برپایه ردیف دستگاهی موسیقی ایرانی است که با ریتم‌های ادواری آمیخته شده‌است. بنابر گفته ابوالحسن نجوا، کارشناس موسیقی بخش فارسی بی‌بی‌سی، «حصار» از برخی جهات نقطه عطفی در کار حسین علیزاده و موسیقی ایرانی به‌شمار می‌رود.
برخی این قطعه و «سواران دشت امید» را نوعی تجددطلبی در موسیقی ایرانی در نظر می‌گیرند و بر این باور هستند که «حصار» در عین اینکه ریشه در موسیقی سنتی و محلی ایران دارد، اما هرگونه گرایش ایدئولوژی را رد می‌کند و پویا و جستجوگر است و تحت تأثیر اوضاع زمان و شرایط اجتماعی به وجود آمده‌است که آن را نوعی نماینده هنر مدرن ایرانی هم در نظر می‌گیرند.

## اجرای زنده
این قطعه در سال ۱۳۸۶ نیز توسط یک گروه ۲۴ نفره به صورت زنده اجرا شد که مجید درخشانی دوباره در آن سنج زد. فرق اصلی این اجرا با اجراهای قبلی در اضافه شدن سازها بود. این اجرا تک‌خوان نداشت و تنها فریبا داودی به عنوان همخوان زن اشعار بالا را با گروه خواند و این قسمت از شعر «آن یوسف چون ماه را از چاه غم بیرون کشید» که در نسخه اصلی با صدای بیژن کامکار اجرا می‌شود، در این اجرا تنها با نی اجرا شد.